# ボルチモア・オリオールズ対キューバ代表の親善試合
ボルチモア・オリオールズ対キューバ代表の親善試合は、1999年3月28日にキューバのエスタディオ・ラティーノアメリカーノで、同年5月3日にアメリカ合衆国のオリオール・パーク・アット・カムデン・ヤーズで、開催されたMLBチームのボルチモア・オリオールズとキューバ代表による野球の国際親善試合である。このシリーズはオリオールズのピーター・アンジェロスオーナーがアメリカ連邦政府に働きかけ、また、ビル・クリントン大統領がキューバへの対外政策を変更し、旅行制限を緩和、両国の文化交流を推進した事によって実現した。

## 概要
1959年にアメリカ合衆国に友好的なキューバのフルヘンシオ・バティスタ政権がフィデル・カストロが起こした革命によって打倒された。1960年にハバナとフロリダ州マイアミでボルチモア・オリオールズ対シンシナティ・レッズの親善試合の開催が予定されていたが、革命の影響で中止された。1959年3月21日を最後に、MLBのチームがキューバを訪れる事は無かった。
1970年代に入ると、合衆国上院議員、ジョージ・マクガバンが中華人民共和国とのピンポン外交を参考に、バスケットボールと野球の交流を促進して行き詰まりの両国関係を改善させる事を試みたが、アメリカ国務省によってこれを阻まれた。
1996年にオリオールズのピーター・アンジェロス新オーナーはアメリカ連邦政府にキューバ代表との親善試合開催を許可するように請願した。キューバ系移民の合衆国下院議員、イリアナ・ロス・レイティネンは試合の開催を中止するように国務省へ手紙を出した。財務省の海外資産管理局は1917年に成立した対敵通商法に基づき、アンジェロスの請願を拒否した。
1999年1月にビル・クリントン大統領は旅行制限を緩和し、アメリカとキューバの文化交流を推進する方針に転じた。バド・セリグ新MLBコミッショナーがゴーサインを出し、アンジェロスはサンディ・バーガー国家安全保障問題担当大統領補佐官と会見し、将来的な親善試合の実現について話し合いをした。継続的な交渉が行われ、国務省の反対を押し切って3月7日に合意が得られた。シリーズで得られる収入が対キューバ禁輸措置に違反するのではないかという点が主要な争点となったが、キューバ政府がキューバの野球育成プログラムへ資金を供給していく事で合意された。シリーズ開催の決定により、キューバ系アメリカ人財団は抗議を行った。幼少時にキューバから移住し、前年までオリオールズでプレーしていたラファエル・パルメイロも開催に反対した。

## 試合結果

### 【第1戦】

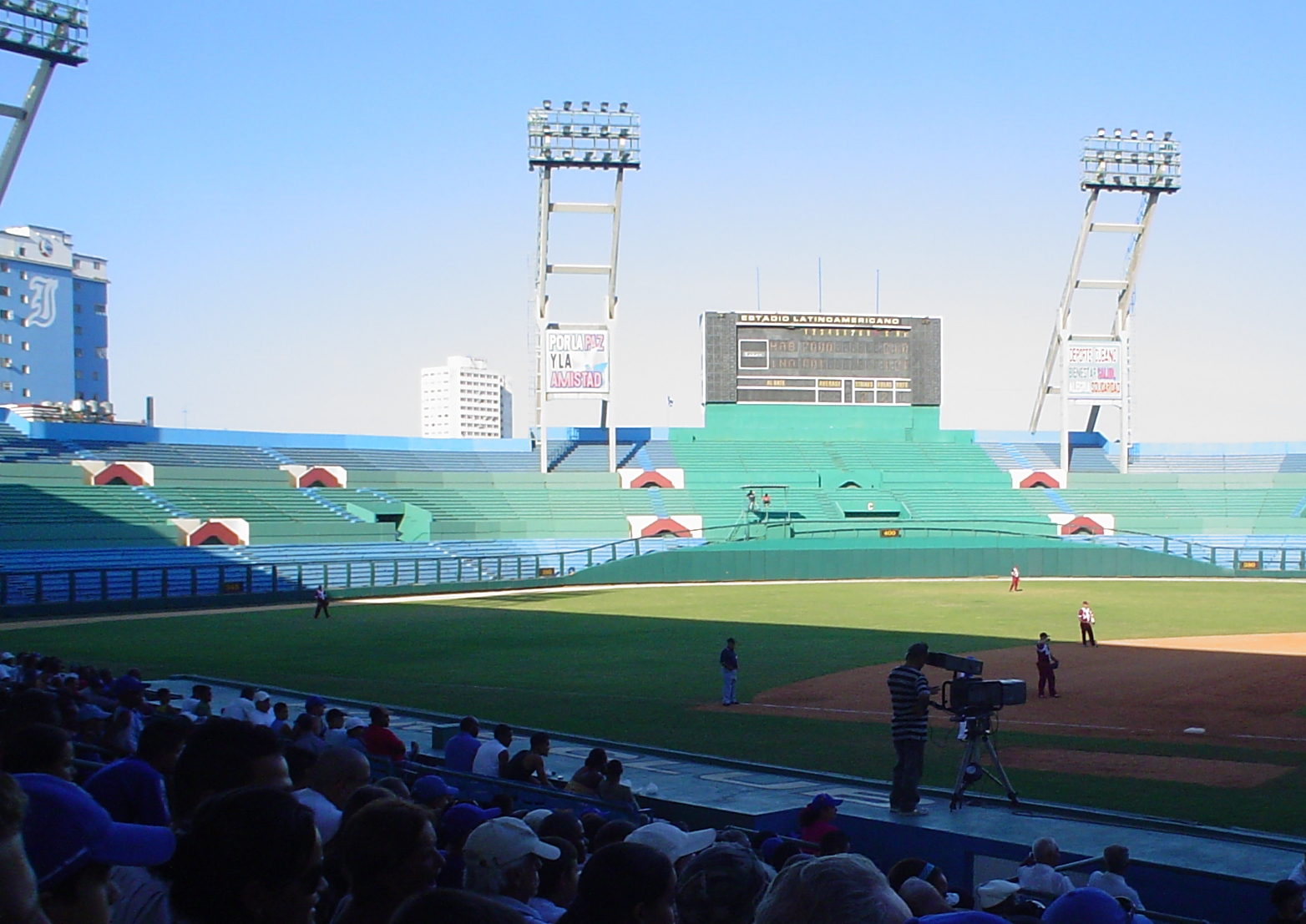
エスタディオ・ラティーノアメリカーノ

第1戦は1999年3月28日にキューバの首都ハバナにあるエスタディオ・ラティーノアメリカーノで開催された。チケットは招待者のみに配布され、50,000人以上の観衆を集めた
。カストロはセリグとアンジェロスの間に座り、ボックス席で観戦した。
まず2回にチャールズ・ジョンソンがホセ・イバールから2点本塁打を放ち、オリオールズが先制。その後は3回からイバールをリリーフしたホセ・コントレラスが8回を投げて無失点に抑え、10奪三振の好投を見せた。キューバ打線は好投していたスコット・エリクソンから7回にようやく1点を返し、8回にはオマール・リナレスが2死から同点適時打を放った。2-2のまま延長戦に突入し、11回表にハロルド・ベインズがペドロ・ラソから勝ち越し適時打を放ち、その裏に登板したジェシー・オロスコが1人の走者を出したのみで抑え、オリオールズが勝利。
| キューバ代表 | 2 - 3 | ボルチモア・オリオールズ |

|              | 1 | 2 | 3 | 4 | 5 | 6 | 7 | 8 | 9 | 10 | 11 | R | H  | E |
| ------------ | - | - | - | - | - | - | - | - | - | -- | -- | - | -- | - |
| オリオールズ | 0 | 2 | 0 | 0 | 0 | 0 | 0 | 0 | 0 | 0  | 1  | 3 | 6  | 0 |
| キューバ     | 0 | 0 | 0 | 0 | 0 | 0 | 1 | 1 | 0 | 0  | 0  | 2 | 10 | 0 |

1. オ：エリクソン、ローズ、ティムリン、○フェッターズ、オロスコ - ジョンソン
2. キ：イバール、コントレラス、●ラソ、ラモス - マンリケ
3. 勝利：フェッターズ（1勝）
4. セーブ：オロスコ（1セーブ）
5. 敗戦：ラソ（1敗）
6. 本塁打
オ：ジョンソン1号2ラン（2回、イバール）

### 【第2戦】

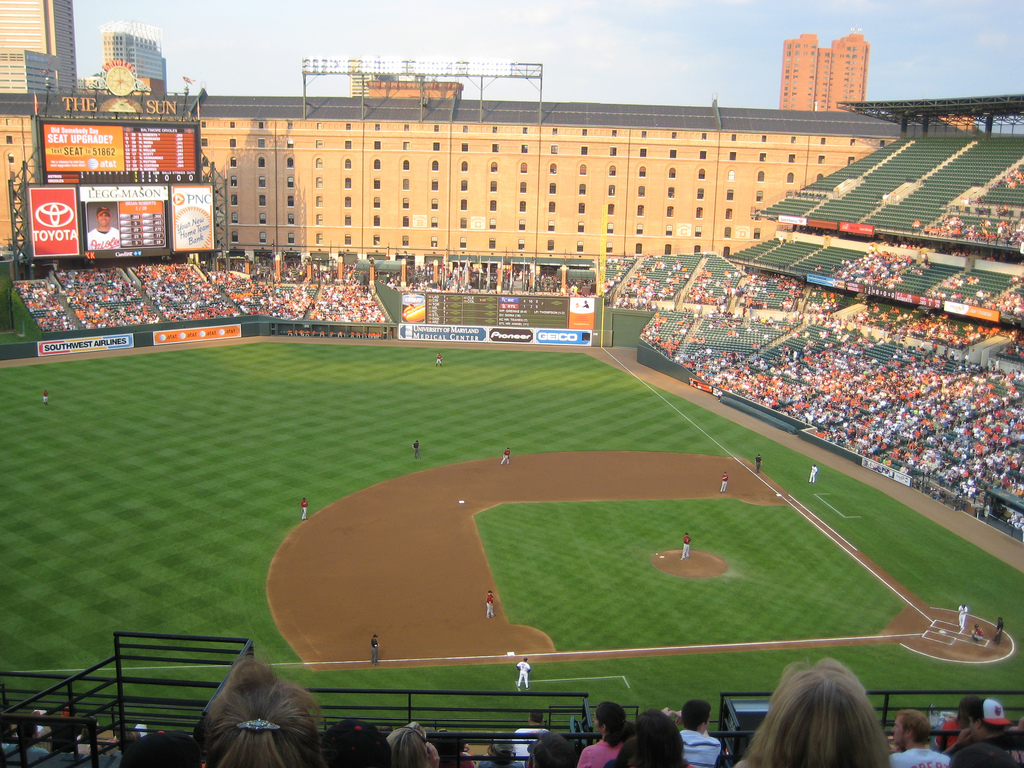
オリオール・パーク・アット・カムデン・ヤーズ

第2戦は1999年5月3日にアメリカ合衆国のメリーランド州ボルチモアにあるオリオール・パーク・アット・カムデン・ヤーズで開催された。4万9740人の観衆を集めた。第1戦に出場しなかったオレステス・キンデランやアントニオ・パチェコらが新たにキューバチームに加わった。キューバの300人代表団にはメディア関係者、学生、引退選手も含まれており、代表チームに同行した。雨が降り、試合の開始時間が予定より56分遅れた。
1回にベインズがコントレラスから2点適時打を放ち、オリオールズが先制。しかし故障者リスト（DL）入りしていたスコット・カミニッキーは2回に一挙4失点を許し、キューバが逆転した。3回から登板したノルヘ・ベラは9回に入るまでオリオールズ打線を無安打に抑えた。5回に反カストロ派の抗議者がフィールド内に侵入し、キューバ側の塁審によって取り押さえられ、地面に投げ倒されて試合が一時中断するトラブルがあった。9回表に登板したゲイブ・モリーナは2日前にMLB初登板を果たしていたが、アンディ・モラレスの3点本塁打を含む5失点を許した。9回裏にデライノ・デシールズがベラから3点本塁打を放つが、それ以上は得点出来ず。12-6でキューバ代表が勝利。
| ボルチモア・オリオールズ | 6 - 12 | キューバ代表 |

|              | 1 | 2 | 3 | 4 | 5 | 6 | 7 | 8 | 9 | R  | H  | E |
| ------------ | - | - | - | - | - | - | - | - | - | -- | -- | - |
| キューバ     | 0 | 4 | 2 | 0 | 0 | 0 | 1 | 0 | 5 | 12 | 18 | 1 |
| オリオールズ | 2 | 1 | 0 | 0 | 0 | 0 | 0 | 0 | 3 | 6  | 6  | 3 |

1. キ：コントレラス、○ベラ、ロメロ - ペスタノ
2. オ：●カミニッキー、リントン、ボーンズ、フェッターズ、モリーナ - ジョンソン
3. 勝利：ベラ（1勝）
4. 敗戦：カミニッキー（1敗）
5. 本塁打
キ：モラレス1号3ラン（9回、モリーナ）
オ：デシールズ1号3ラン（9回、ベラ）

## シリーズ後
既に現役を引退していたリゴベルト·ベタンコートはキューバの300人代表団の一員として同行し、アメリカ滞在中に亡命を申請した。しかしキューバ代表選手は厳重な監視下に置かれ、アメリカの代理人は接触する機会を得られず、シリーズ中は亡命者を1人も出さなかった。アンディ・モラレスは2000年7月に亡命を果たし、マイナーリーグで2年だけプレーした。コントレラスはシリーズ後にキューバ最高の投手として国際的な名声を博し、2002年10月にアメリカス・シリーズ出場メンバーの一員としてメキシコ滞在中に亡命を果たした。キューバの有名な審判として知られ、このシリーズの他に第1回WBCや北京オリンピックでも審判を務めたネルソン・ディアスは2009年11月にアメリカへ亡命を果たした。
2000年3月にオリオールズのシド・スリフトGMが「キューバの選手の亡命を助長するのを避けたいアンジェロスからの要望により、キューバから亡命してきた選手とは契約しない事にしている」とワシントン・タイムズ紙に語った。司法省が雇用差別に当たるとして調査したが、「傘下マイナーチーム含めてキューバ人選手が1人も在籍していないのは不当な差別によるもの」という証拠を見つける事は出来なかった。
キューバの代表チームは2006年3月開催の第1回WBCで再びアメリカを訪れた。財務省の海外資産管理局は当初、WBCの収入が対キューバ経済封鎖措置に違反するとして入国禁止を通告していたが、MLB機構が粘り強く交渉を続け、キューバ側が賞金をハリケーン・カトリーナの被災地へ全額寄付すると表明し、入国が実現した。